# Demotisk skrift

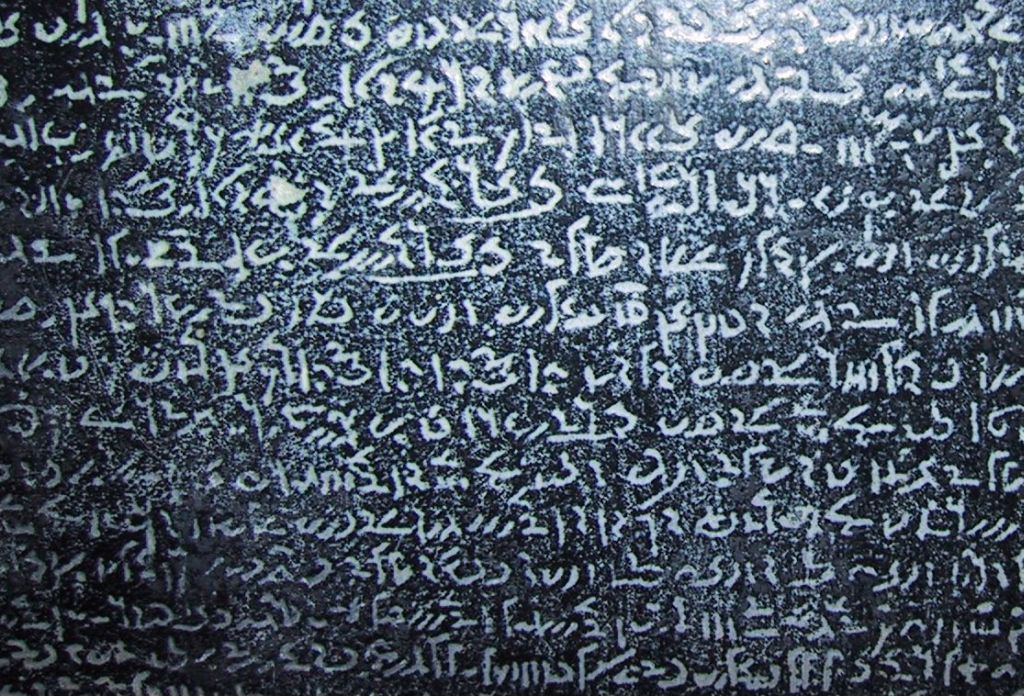
Demotisk skrift på en kopia av Rosettastenen.

Demotisk skrift eller demotiska (grekiska δημοτικός, demotikos, "folklig", av démos, "folk"), är en vidareutvecklad form av  hieroglyfer, använd omkring 650 f.Kr. till 450 e.Kr. Namnet går tillbaka på Herodotos som skiljer denna typ av skrift från den hieratiska skriften som står närmare de äldre hierogyftecknen. 
Demotiskan var vanlig som affärsskrift, men bland de bevarade texterna finns också noveller och vishetslitteratur. Språket är en sen form av fornegyptiska, som mest liknar koptiska.  